# Zimne
Zimne — российская трип-хоп группа.

## История
Поп-джазовая певица Наташа Шилова и битмейкер Антон Кремаренко познакомились в Новосибирске в 2012 году через соцсети, и вскоре записали песню «Зимне», впоследствии давшую название группе.
В феврале 2013 года группа выпустила дебютный 8-трековый альбом «Сигналы из хосписа», на написание и запись которого ушло всего несколько месяцев. Несмотря на русскоязычность, альбом попал в поле зрения авторитетного французского трип-хоп издания trip-hop.net, где вошёл в список лучших мировых релизов за всю историю.

Весной того же года Zimne прошли отбор на международный фестиваль трип-хоп музыки Metagalaxy и стали его призёрами.
В 2014 году Zimne презентовали второй, долгоиграющий, альбом «Полёты во сне и на виду» и дебютный видеоклип на сингл «Кротовые норы». Группа дала в Новосибирске первый концерт с приглашенными музыкантами.
В 2015 году вышел третий альбом группы «Набор снов», отличающийся от предыдущих более мрачным и тяжелым звучанием, отсылающим к «ортодоксальному» трип-хопу. 

Летом Zimne приняли участие в программе фестиваля Дикая Мята, а осенью дали концерт в Большом Новосибирском планетарии. Группа выступала в расширенном составе, в который, в частности, вошли живые барабаны и струнное трио.
В 2016 году дуэт опубликовал два новых сингла: посвященный Дню космонавтики «Байконур» и совместную песню с композитором-неоклассиком The owl «Родина слонов»; после чего объявил о творческой паузе до следующего года.
11 ноября 2017 года Zimne представили четвёртый альбом «Сахарная голова» с участием The owl, украинского поэта Димы Птицами, новосибирской группы Hale De Mars и певца Андрея Храпова.
За время существования группы многие синглы Zimne участвовали в российских, французских и украинских компиляциях, посвященных трип-хоп музыке.
Песни группы входят в саундтрек сериалов «Стая», «Чёрная весна», «Не дождётесь».

## Дискография

### Альбомы
- 2013 — Сигналы из хосписа
- 2014 — Полёты во сне и на виду
- 2015 — Набор снов
- 2017 — Сахарная голова
- 2023 — Любовь во время вины

### Синглы
- 2012 — Зимне
- 2013 — Змей
- 2013 — Кротовые норы
- 2014 — Нейтрино
- 2014 — Снег
- 2014 — Солдат
- 2016 — Байконур
- 2016 — Родина слонов (при участии The owl)
- 2017 — Комната
- 2019 — Животное (при участии Тонетая)
- 2020 — Авиация
- 2020 — Веки